# Palacio Barbarigo de la Terraza
El palacio Barbarigo de la Terraza es una construcción histórica italiana situada en el sestiere de San Polo de Venecia, con fachadas al Gran Canal y al "rio" de San Polo, entre el palacio Pisani Moretta y el palacio Cappello Layard.

## Historia
El palacio se construyó entre los años 1568 - 1569, según el proyecto del arquitecto Bernardino Contin, por encargo de Daniele Barbarigo, miembro de la familia noble veneciana Barbarigo, la cual ya poseía un edificio anterior en el lugar donde se erigió este palacio.
Con el tiempo, el edificio llegó a ser una importante pinacoteca privada, cuyas obras, reunidas por un hijo de Daniele, llamado Cristoforo Barbarigo, se fueron dispersando a lo largo del siglo XIX.
En 1739 contrajeron matrimonio Filippo Barbarigo, descendiente de la familia propietaria, y Chiara Pisani Moretta, cuya familia era dueña del edificio contiguo. En aquel momento se unieron las dos construcciones por medio de un pasadizo aéreo que permitía el tránsito de un edificio al otro salvando el callejón Pisani Barbarigo que los separa. El pasadizo aún existe, aunque cegado en ambos extremos, ya que se trata de propiedades diferentes.
Actualmente, el palacio está dividido, albergando en las plantas inferiores al Centro Alemán de Estudios Venecianos y un hotel; reservándose las plantas superiores para uso de la familia Loredan, actuales propietarios.

## Descripción
Este palacio presenta una peculiar planta en forma de "L" debida a la presencia, a nivel de la primera planta noble, de una gran terraza con vistas sobre el Gran Canal y sobre el "rio" di San Polo. Esta característica del edificio se pone de manifiesto en su propio nombre.
La terraza se extiende 24 m a lo largo del rio di San Polo y 14 m a lo largo del Gran Canal y, hasta hace pocas décadas albergó un jardín colgante.
El palacio presenta una volumetría en altura equilibrada, compuesta por cinco niveles: planta baja, entreplanta, dos plantas nobles y buhardilla para la servidumbre.
La fachada menos desarrollada, de cara al Gran Canal y adyacente al palacio Pisani Moretta, sin apenas adornos, presenta dos monóforas con arco de medio punto y balaustre por cada una de las dos plantas nobles.
La fachada principal, mirando al "rio" de San Polo, es simétrica y de estilo renacentista, con dos órdenes de políforas balconadas de cuatro huecos en las plantas nobles y, en la planta a nivel del suelo un gran portal con arco de medio punto con un mascarón en la clave, similar al que se encuentra bajo la terraza.  Junto a esta, se abren otros dos portales de menor dimensión y a la izquierda se desarrolla un cuerpo de dos alturas coronado por una balaustrada blanca.
A pesar de la dispersión a lo largo del siglo XIX de la rica colección de pinturas de la pinacoteca de los Barbarigo, parte de la cual se conserva en el museo del Hermitage de San Petersburgo, en el interior del palacio todavía se conservan estucos y decoraciones de épocas diferentes, entre otras de Jacopo Guarana y de su hijo y discípulo Vincenzo Guarana, que muestran el estilo de vida de la familia propietaria. También se conserva una colección de retratos de dux venecianos enmarcados en madera.